# Crotalaria quinquefolia
Crotalaria quinquefolia är en ärtväxtart som beskrevs av Carl von Linné. Crotalaria quinquefolia ingår i släktet sunnhampor, och familjen ärtväxter. IUCN kategoriserar arten globalt som livskraftig. Inga underarter finns listade i Catalogue of Life.

## Bildgalleri

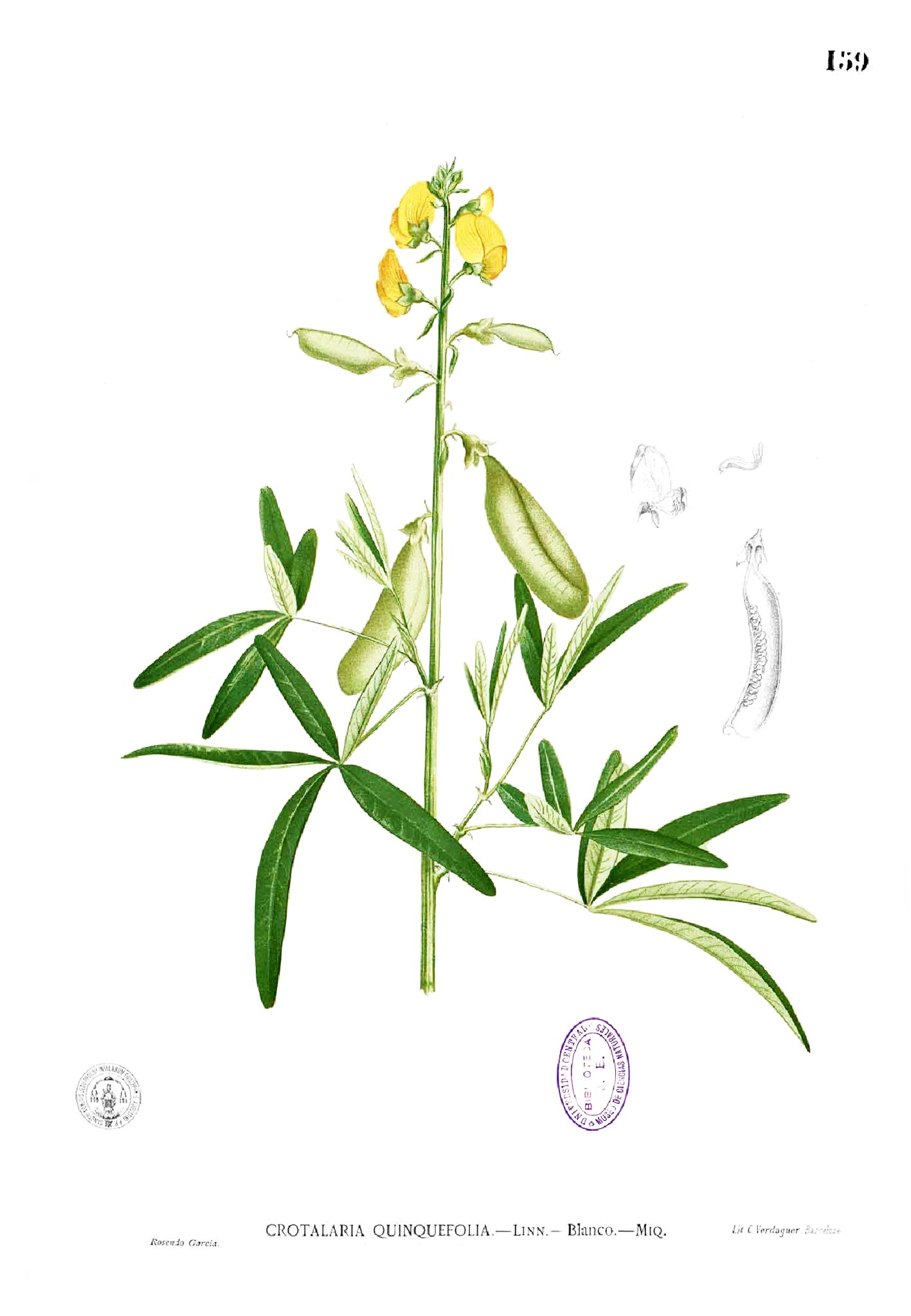
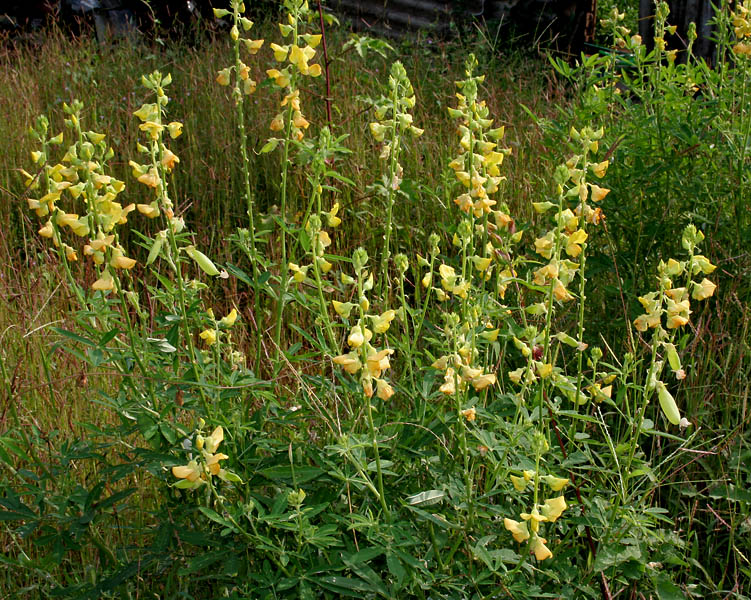
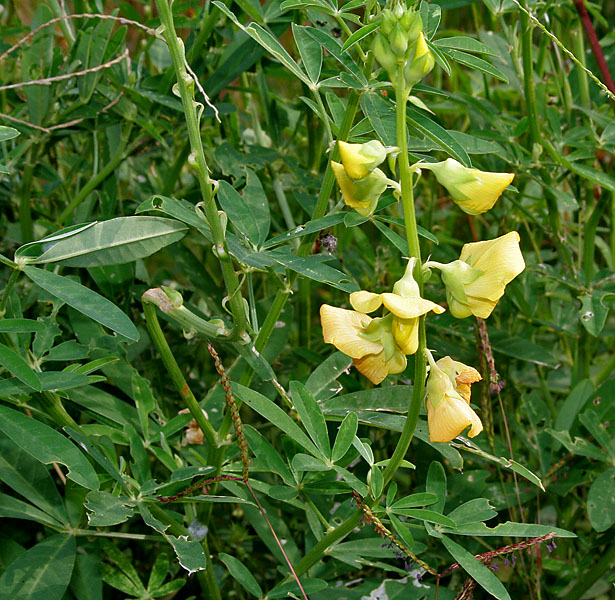